# Facies
Facies (latin, ansikte, prägel) är inom geologin den prägel hos ett sediment, en fauna o.s.v., som beror på de lokala förhållanden, under vilka den bildats, respektive levat. En strandavlagring har till exempel en annan "facies" än en djuphavsbildning, en havsfauna, som lever på sandbotten, en annan "facies" än den, som lever på lera etc.